# Симон Пуплен
Симон Пуплен (фр. Simon Pouplin, нар. 28 травня 1985, Шоле) — французький футболіст, що грав на позиції воротаря.
Виступав, зокрема, за клуби «Ренн» та «Ніцца», а також молодіжну збірну Франції.

## Клубна кар'єра
У дорослому футболі дебютував 2003 року виступами за команду «Ренн», у якій провів п'ять сезонів, взявши участь у 89 матчах чемпіонату. 
Згодом з 2008 по 2014 рік грав у складі команд «Фрайбург» та «Сошо».
У 2014 році перейшов до клубу «Ніцца», за який відіграв 4 сезони. Завершив професійну кар'єру футболіста виступами за команду «Ніцца» у 2018 році.

## Виступи за збірну
Протягом 2005–2006 років залучався до складу молодіжної збірної Франції. На молодіжному рівні зіграв в одному офіційному матчі, пропустив 1 гол.